# Miconia oligocephala
Miconia oligocephala är en tvåhjärtbladig växtart som beskrevs av John Donnell Smith. Miconia oligocephala ingår i släktet Miconia och familjen Melastomataceae.
Artens utbredningsområde är Guatemala. Inga underarter finns listade i Catalogue of Life.